# Maruina hoguei
Maruina hoguei är en tvåvingeart som beskrevs av Wagner 1993. Maruina hoguei ingår i släktet Maruina och familjen fjärilsmyggor. Inga underarter finns listade i Catalogue of Life.